# 1226
Cette page concerne l'année 1226  du calendrier julien.
L'année 1226 est une année commune qui commence un jeudi.

## Événements
- 9 mars : Djala ad-Din occupe Tiflis. Il fait détruire les églises chrétiennes et saccager la ville[1].
- 11 juillet[2] : début du règne de Al-Mustansir, calife abbasside à la mort de son père Az-Zahir (fin en 1242).
- Automne[3] : ambassade d'Al-Kamel, sultan d'Égypte, auprès de Frédéric II à Palerme, dirigée par l’émir Fakhreddin Ibn ach-Cheikh.
- 3 octobre : mort de François d'Assise.
- 28 novembre : Avènement du roi Louis IX de France.

- Révolte des Xixia. Les Tanguts massacrent la garnison mongole et chassent les gouverneurs. À l’automne, Gengis Khan entreprend une campagne contre les Xixia. Il s’empare de leur capitale à la fin de l’année[4].

### Europe
- Faibles récoltes du fait de la sécheresse estivale en France[5].

- 28 janvier : Raymond VII de Toulouse est excommunié dans une assemblée tenue à Paris. Le roi de France prend la croix le 30[6].
- 2 mars[7] : deuxième Ligue lombarde sous le patronage du Saint-Siège et contre Frédéric II.
- Mars[8] : bulle d’or de Rimini.
  - Début de l'expédition des chevaliers teutoniques en Prusse[9] contre les Prussiens païens (Pruzzes, Jatvingiens et Lituaniens) (fin en 1283). Conrad de Mazovie demande l'aide des chevaliers teutoniques et les installe dans la basse Vistule. Ils constituent un État militaire autour de la terre polonaise de Toruń-Chełmno (pays de Kulm). Par la bulle d’or de Rimini, les Teutoniques obtiennent de l’empereur Frédéric II la Prusse comme fief impérial.
- 10 juin : début du siège d'Avignon[10].
- Juin : Frédéric II met les villes lombardes au ban de l'Empire à l'assemblée de Borgo San Donnino[11].
- 14 août : la construction de la cathédrale de Tolède en Espagne commence[12].
- 12 septembre : Avignon, assiégée depuis trois mois par les troupes du roi de France Louis VIII, capitule[13]. Le roi reçoit la soumission du Languedoc.
- 14 septembre : Nicolas de Corbie, récemment nommé évêque d’Avignon, porte le Saint Sacrement à une chapelle bâtie en l’honneur de la Sainte Croix hors les murs de la ville (où se trouve actuellement la chapelle des Pénitents Gris), en une procession à laquelle aurait assisté le roi Louis VIII, revêtu d’un sac couleur de terre, ceint d’une corde, la tête nue et un flambeau à la main, suivi de toute sa cour et d’une foule innombrable[14].
- 17 septembre : crue du Rhône, cinq jours après la reddition de la ville aux troupes du roi Louis VIII qui assiégeaient la cité depuis le début de l'été. À quelques jours près, elle eût été sauvée[15].
- 8 novembre : mort de Louis VIII de la dysenterie en Auvergne, au retour de son expédition en Languedoc[16].
- 29 novembre : le nouveau roi de France, Louis IX (futur Saint Louis), est sacré à Reims[17]. Le royaume est sous la régence de la reine Blanche de Castille jusqu'en 1236, aidée du légat, le cardinal de Saint-Ange (fin du règne en 1270).

## Décès en 1226

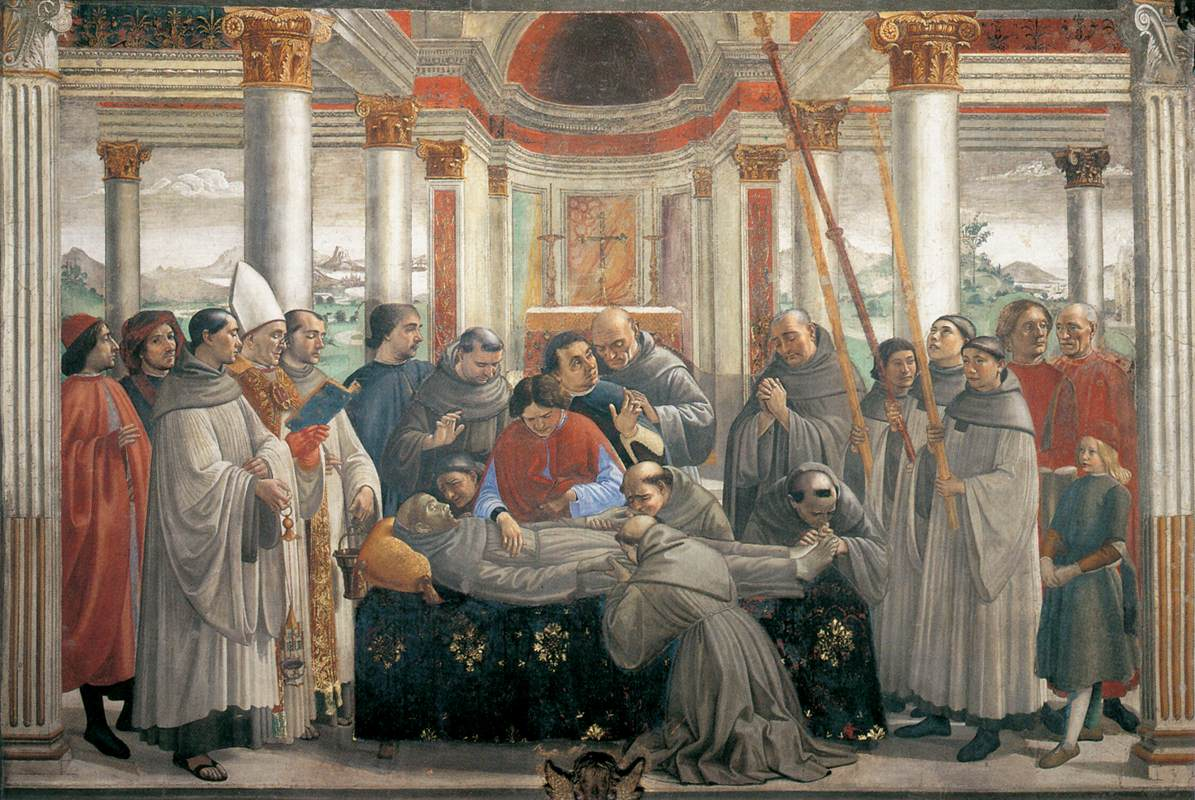
Mort de saint François, fresque de Domenico Ghirlandaio, Chapelle Sassetti, basilique Santa Trinita (Florence).